# Peter Gast

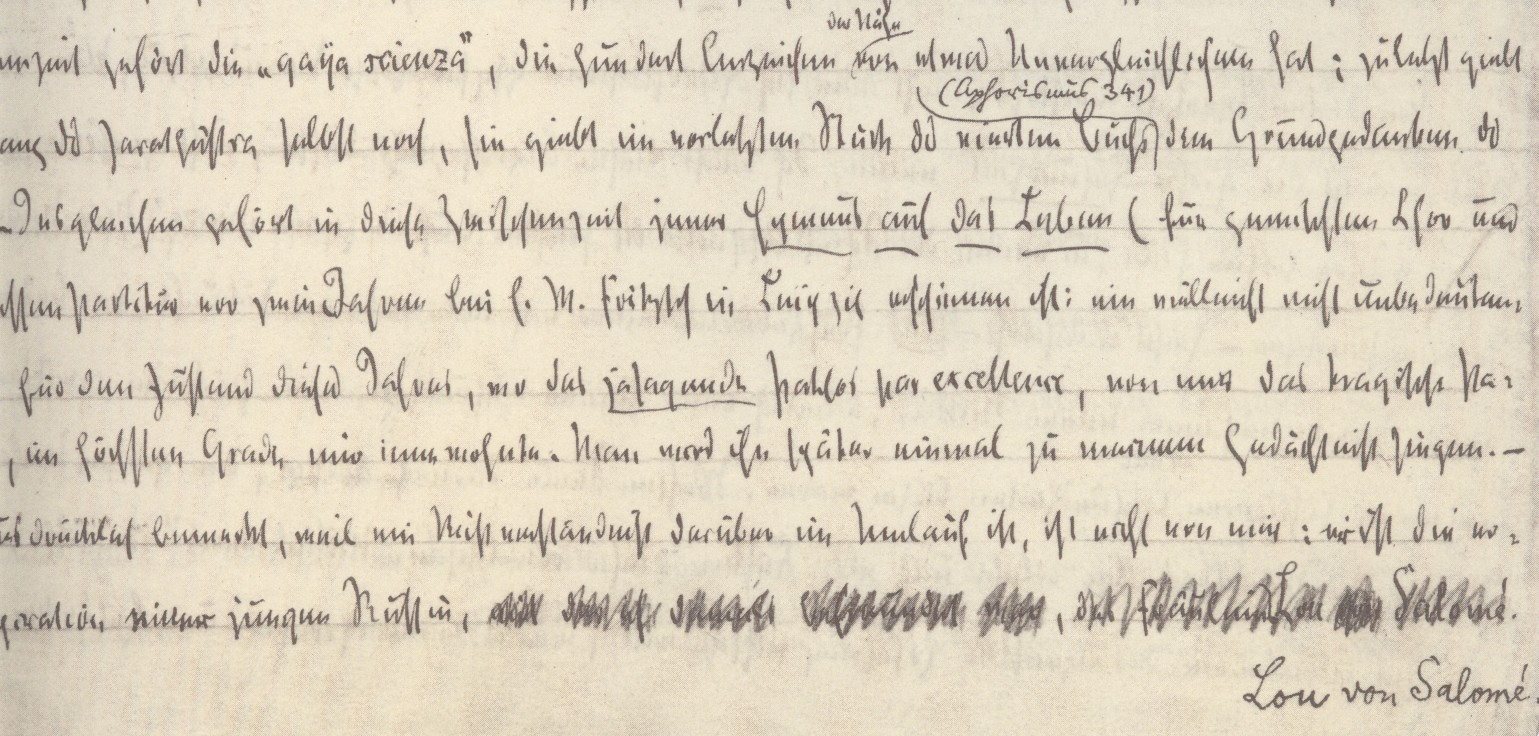
Ingrepen van Peter Gast in het manuscript van Ecce Homo (genegeerd door de uitgever).

Johann Heinrich Köselitz (10 januari 1854 - 15 augustus 1918) was een Duitse auteur en componist. Hij staat bekend om zijn langdurige vriendschap en correspondentie met Friedrich Nietzsche, die hem het pseudoniem Peter Gast gaf.
Köselitz werd geboren in Annaberg, Saksen, als zoon van Gustav Hermann Köselitz, de vice-burgemeester en zijn vrouw Caroline, een Oostenrijkse. Zijn jongere broer was de schilder Rudolf Köselitz.
Vanaf 1872 studeerde Köselitz muziek aan de Universiteit van Leipzig. In 1875 zette hij zijn studie voort aan de Universiteit van Basel, waar hij de colleges van Jacob Burckhardt, de theoloog Franz Overbeck en Nietzsche bijwoonde.
In Basel ontwikkelde zich een vriendschap tussen Köselitz en Nietzsche. Köselitz las tijdens de periodieke periodes van bijna blindheid teksten voor en liet zich door hem geschriften dicteren. Köselitz werd aldus behulpzaam bij de voorbereiding van alle werken van Nietzsche na 1876 bij het corrigeren van drukproeven. 
De breuk met Richard Wagner en zijn zoektocht naar een 'zuidelijke' esthetiek waarmee hij zichzelf als noorderling wilde immuniseren, bracht Nietzsche ertoe Köselitz als muzikant te waarderen, terwijl deze hem op zijn beurt bewonderde.
Köselitz bleef zelfs doorgaan de geschriften van Nietzsche te 'corrigeren' na zijn ineenstorting, iets wat later sterk werd bekritiseerd. In het voorjaar van 1881 bedacht Nietzsche tijdens zijn verblijf in Recoaro het pseudoniem 'Peter Gast' voor Köselitz, toen zij zelf een opera trachtten te creëren.
Van 1899 tot 1909 werkte Köselitz in het "Nietzsche-Archiv" van zijn zuster Elisabeth Förster-Nietzsche in Weimar. Daar was hij gedeeltelijk verantwoordelijk voor de selectieve en misleidende edities die destijds van Nietzsches werk zouden verschijnen, met name het hevig omstreden Der Wille zur Macht.
Middels de briefwisseling met onder meer Köselitz is met name meer gedocumenteerd over Nietzsches verhouding met, of althans tot, Lou Salomé.